# Damacor
Damacor – osada (buurt) w dzielnicy Mahaai, miasta Willemstad, w dystrykcie Willemstad, w kraju autonomicznym Curaçao, należącym do Holandii, w Ameryce Południowej. 20 października 2023 r. liczyła 529 mieszkańców.  